# Theodor Hubrich
Theodor Hubrich, né le 13 mai 1919 à Kłodzko au sein de République de Weimar et mort le 7 janvier 1992 à Schwerin en Allemagne, est un évêque catholique allemand du XXe siècle, il fut évêque titulaire d'Oca de 1975 à 1988.

## Biographie
Après avoir effectué son service militaire, Theodor Hubrich est ordonné prêtre le 27 juin 1948 par Lorenz Jaeger pour l'archidiocèse de Paderborn. Le 2 décembre 1975, le pape Paul VI le nomme évêque auxiliaire de Johannes Braun, alors administrateur apostolique de Magdebourg, en tant qu’évêque titulaire d'Oca. Il reçoit la consécration épiscopale des mains de Johannes Braun. Finalement, Hubrich fut élevé le 23 novembre 1987 au poste d'administrateur apostolique du diocèse de Schwerin, il est solennellement installé le 9 janvier 1988. Il meurt le 26 mars 1992 à l'âge de 72 ans.